# Arrausköldpadda
Arrausköldpadda (Podocnemis expansa) är en sköldpaddsart som beskrevs av  August Friedrich Schweigger 1812. Podocnemis expansa ingår i släktet Podocnemis och familjen Podocnemididae. Inga underarter finns listade i Catalogue of Life.
Arrausköldpaddan förekommer på Orinoco och Amasonfloden och får som fullvuxen en vikt av 22-25 kilo och en längd på pansaret till 77 centimeter. Den föga välvda i bakkanten sågtandade ryggskölden är brun med mörka fläckar. Under parningstiden samlad arrausköldpaddorna i stora skaror på bestämda sandbankar där de i sanden gömda äggen tidigare uppsöktes av indianerna för tillverkning av en högt skattad olja.